# Kössen
Kössen è un comune austriaco di 4 251 abitanti nel distretto di Kitzbühel, in Tirolo.

## Sport
È una stazione sciistica: le piste si trovano sul monte Unterberghorn.
Nel 1989 ha ospitato la prima edizione del Campionato del mondo di parapendio.